# Seven Kingdoms II: The Fryhtan Wars
Seven Kingdoms II: The Fryhtan Wars es un videojuego de estrategia en tiempo real desarrollado por Enlight lanzado en 1999. Es la secuela de Seven Kingdoms y su posterior actualización Seven Kingdoms: Ancient Adversaries.

## Jugabilidad
The Fryhtan Wars conserva una gran cantidad de conceptos de sus predecesores que lo distingue de otros juegos de estrategia.
Como en el original, los jugadores deben tratar de lograr un equilibrio entre un ejército poderoso para derrotar a reinos enemigos y Kwyzans, y una economía viable para el sostenimiento de los primeros. La marca definitiva de Seven Kingdoms: antiguos adversarios (SKAA) se repiten en las guerras Fryhtan (SKFW); oro, la comida, la reputación, la población, la lealtad, y el espionaje. La población humana puede ser subdividida para diversas tareas: producir alimentos, construir, investigar, espiar, trabajar en minas y fábricas, o para reclutar en el ejército.
La economía de todas las unidades y estructuras tienen una cuota de mantenimiento anual, además de los costos fijos de producción de la unidad o estructura en el primer lugar. Las únicas excepciones a esto son los campesinos y los pueblos. Esto significa que si se expande como reino, el costo de mantener el reino aumenta. Cuando el oro del reino cae por debajo de 0, todos los edificios comienzan a deteriorarse y perder su estructura, mientras que los generales se hacen desleales.
Para equilibrar esto, un impuesto anual se toma en todos los campesinos que se encuentran en las ciudades, independientemente de su profesión. Este impuesto no afecta el nivel de lealtad de la ciudad. Sin embargo, si el tesoro decrece peligrosamente, impuestos adicionales se pueden recoger, si hay una guarnición cercana fuerte . Esto se hace a costa de decrecer progresivamente las cotas de lealtad, cada cobro con 10 puntos.
La principal fuente de ingresos para un reino se encuentra en los mercados. Los recursos naturales están dispersos por todo el mapa. Hay tres tipos de recursos naturales: hierro, cobre y arcilla, que se transforman en artículos de ferretería, cobre y cerámica. Los reinos pueden construir minas de estos recursos naturales para extraerlos de la tierra, las fábricas para procesarlos en productos terminados, y entonces los mercados para vender los productos a la gente, lo que genera ganancias para el reino y mejoras en la calidad de vida de los civiles, con lo que su población aumenta más rápidamente.
Los mercados pueden vender productos terminados directamente a las poblaciones cercanas. Un mercado tiene una capacidad máxima de almacén de 500 unidades de cada tipo de producto o recurso. Si el mercado de una población está lleno, o carece de un recurso o producto, es posible el intercambio de mercancías entre los mercados a fin de que ninguno de los dos tenga deficiencias. Esto se facilita a través de caravanas, que aparecen como camellos en solitario en el juego. Las caravanas son lentas, pero pueden transportar hasta 200 unidades a la vez, por lo tanto, cuando se utilizan en grandes cantidades, pueden ser muy eficientes.
Cada unidad del reino (con la excepción del Rey y caravanas) tiene una puntuación de lealtad que se debe mantener. Las unidades con lealtad por debajo de 30 pueden traicionar a los reinos, mientras que poblaciones con lealtad por debajo de 30 pueden generar rebeldes. La lucha con los rebeldes, obligatoria por atacar éstos a las poblaciones leales, decrementa la lealtad de los civiles del reino.
Como era en sus predecesores, el concepto de espionaje es un factor importante en el juego. Los jugadores pueden enviar espías a reinos enemigos para robar la tecnología, causar deslealtad e incluso asesinar a los líderes enemigos. (Generales y reyes)
The Fryhtan Wars también introduce varios nuevos elementos de juego. La cantidad de unidades y estructuras se incrementó enormemente. Por ejemplo, cada civilización tiene ahora tres unidades diferentes: civil, infantería y una unidad militar especial (como la caballería). Artefactos, lo que da ventajas al portador, se pueden encontrar en el mapa o adquirirlas en las posadas. Además, hay héroes, que son unidades con alto liderazgo o habilidades de combate que puede ser contratadas o ser obtenidas cuando un héroe decide unirse al reino debido a su reputación. Cabe apuntar aquí que entre mejor reputación (con un máximo de 100), más unidades de todo tipo, civiles principalmente, se unen al reino. Tal vez el mayor atractivo del juego es el poder controlar a los Fryhtans, las bestias fantásticas cuya civilización está a menudo en desacuerdo con los humanos. Los Fryhtans pueden ser controlados por el jugador como un Kwyzan, es decir, un reino propiamente de los Fryhtans, o como un reino humano que recluta unidades individuales mediante el "cuerno de Heimdall" que poseen algunas unidades militares de las posadas como artefacto. Dicho artefacto tiene un único uso.
Tanto para un solo jugador como para modos multijugador están disponibles ambas civilizaciones. El modo para un solo jugador incluye "mapas al azar", escaramuzas, los escenarios integrados con inspiraciones históricas, y un juego de campaña, que consiste en una serie de escenarios generados dinámicamente.

## Civilizaciones
Seven Kingdoms II incluye 12 civilizaciones humanas, divididas ahora en cuatro regiones y 7 especies Fryhtan. Del lado de los humanos tenemos: 
- Mediterráneos.
  - Griegos.
  - Cartagineses.
  - Romanos.
- Medio Oriente y África.
  - Egipcios.
  - Índicos.
  - Persas.
- Asia Oriental.
  - Chinos.
  - Japoneses.
  - Mongoles.
- Europeos nórdicos.
  - Normandos.
  - Celtas.
  - Vikingos.[1]

Y del lado de los Fryhtans están:
- Minotauros, amos de la alquimia.
- Exovums, amos de la magia.
- Bregmas, amos de los insectos.
- Kharshufs, amos de las plantas.
- Grokken, amos de las fortalezas.
- Kerassos, amos de los animales.
- Ezpinez, amos de las armas.[2]

Además de unidades militares únicas con ligeras variaciones en los atributos, los reinos humanos también tienen dioses únicos con poderes especiales que el reino podría invocar desde las "sedes de poder", que también otorgan bonificaciones exclusivas a cada nación. Las diferencias entre los tres tipos de la unidad "básica", los bonos asociados a cada sede de poder particular, y los Seres Superiores que pueden ser invocados distinguen a las diferentes nacionalidades. Además de las unidades básicas humanas, las civilizaciones humanas también pueden crear una variedad de armas de asedio, incluyendo cañones, ballestas y catapultas. Estas unidades de asedio no tienen una puntuación de combate, por lo tanto, todos llevan la misma eficacia desde el momento de su creación hasta el momento en que se destruyen. Sin embargo, las armas de asedio cuestan más para mantener y crear. De igual manera ocurre con las máquinas de asedio de los Ezpinez.
Los reinos humanos se centran en la población, la diplomacia y la economía, mientras que los reinos Fryhtan (conocidos como Kwyzans) se centran directamente en las unidades militares respaldadas por una economía muy simple, casi sin opciones diplomáticas y sin espionaje. En comparación con los seres humanos que pueden construir una gran cantidad de estructuras, incluyendo minas, fábricas, fuertes, campos y fábricas de guerra, la mayoría de las especies Fryhtan sólo pueden construir dos estructuras: la guarida donde se reproducen más Fryhtans y una estructura adicional asociado con las capacidades únicas de las especies. Los reinos Fryhtan confían en esclavizar a los pueblos humanos, que les proporcionen el oro, y matando a las unidades, lo que les proporciona "fuerza vital" necesario para crear más Fryhtans. Los reinos humanos a menudo contienen múltiples nacionalidades, y también los reinos Fryhtan también puede contener múltiples especies. Reinos con cantidades importantes de los seres humanos y Fryhtans son posibles, pero difícil, porque la reputación del reino baja y los pobladores humanos pueden rebelarse.

## Código fuente libre
Enlight ha publicado el código fuente GPL en agosto de 2009 para Seven Kingdoms II. Sin embargo, los datos del juego no serán liberado bajo la GPL. Enlight dice que todavía está obteniendo beneficio a través de las ventas digitales del juego. En el proyecto de código abierto con el apoyo de Enlight se encuentra en www.7kfans.com, el objetivo del proyecto será la de escribir un motor común a ambos partidos. El CD del juego original de Windows requiere la instalación de Seven Kingdoms II.